# Johannes Haantjes
Johannes Haantjes (Itens, Friesland, 18 de setembro de 1909 – Leiden, 8 de fevereiro de 1956) foi um matemático neerlandês, que trabalhou com geometria.

## Vida e obra
Estudou em Leiden, onde foi aluno de, dentre outros, Jan Cornelis Kluyver, Jan Arnoldus Schouten e Johannes Droste e foi durante curto tempo assistente de Paul Ehrenfest. Em 1933 obteve um doutorado com um tema proposto por Schouten, orientado por Willem van der Woude, com a tese Het beweeglijk assenstelsel in de affiene ruimte.
Em 1945 foi professor da Universidade Livre de Amsterdam. Em 1948 foi professor em Leiden.
Em 1952 foi eleito membro da Academia Real das Artes e Ciências dos Países Baixos.
Dentre seus doutorandos consta Johan Jacob Seidel.

## Obras
- Inleiding tot de differentiaalmeetkunde, Groningen, Noordhoff 1954